# Triomfboog

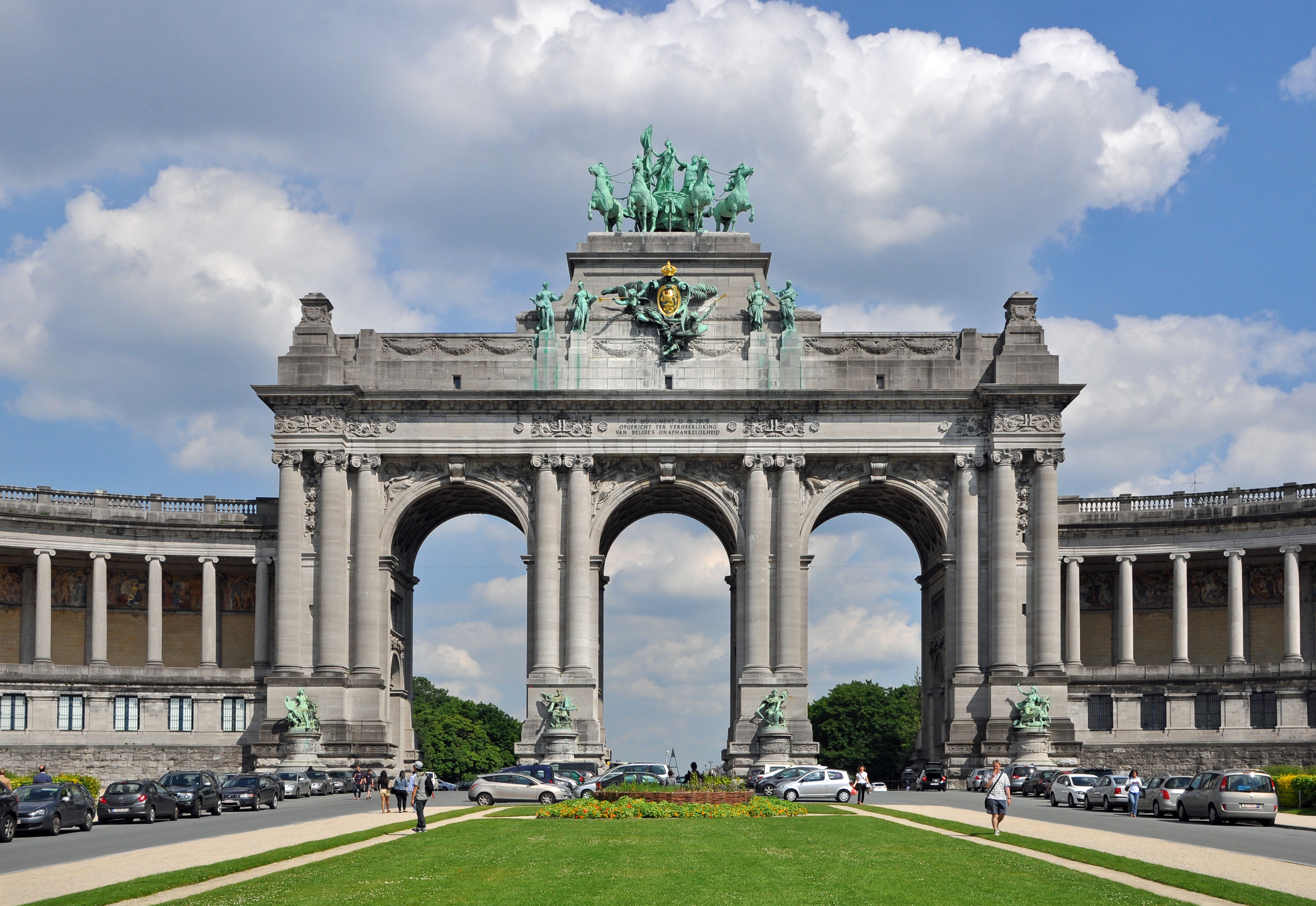
Triomfboog van het Jubelpark (Brussel)

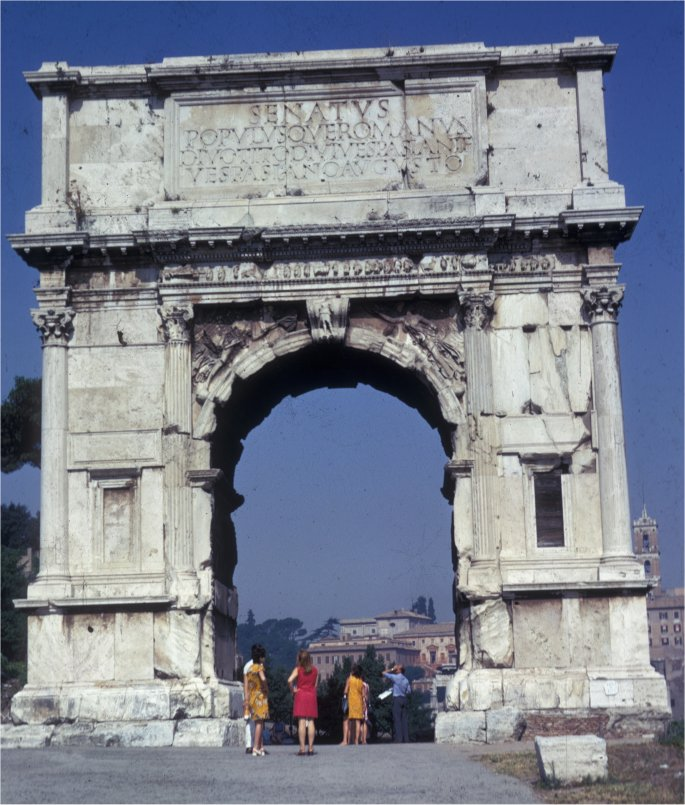
De Boog van Titus in Rome

Een triomfboog (Latijn: fornix en sinds de keizertijd arcus triumphalis) is een monumentale boog, oorspronkelijk uit de Romeinse tijd, die werd opgericht ter herdenking van een triomftocht, maar ook wel voor andere gedenkwaardige feiten. Vaak wordt het woord triomfboog ook gebruikt voor een ereboog met een propagandistische functie. Daarnaast is het een onderdeel van sommige kerkgebouwen.

## Oorsprong
Een triomfboog is doorgaans een prestigieuze herinnering aan een triomftocht (triumphus). De triomftocht is een gewoonte met Etruskische wortels. Na een strijd moest het leger gezuiverd worden door onder een poort door te trekken. Bij de Romeinen nam uiteindelijk de veldheer (bevelhebber) de plaats in van het gehele leger, en de zuivering werd meer een zegetocht (Triomftocht). De eerste echte Romeinse triomftocht werd gehouden in 231 v.Chr. De triomftocht begon buiten de stad op het Marsveld. Daar trok de zegevierende veldheer door een "Triomfpoort", ook wel Porta Triumphalis. Vervolgens trad de gehele stoet over het pomerium, de officiële stadsgrens van Rome. De tocht eindigde op de Capitolijn (Capitool), waar na gebruik een offer werd gebracht aan Jupiter Optimus Maximus.
Triomfbogen, oorspronkelijk aangeduid met het woord fornix, later arcus en pas in de late keizertijd arcus triumphalis, werden vanaf het begin van de tweede eeuw v.Chr. opgericht in verband met militaire acties. Deze bogen hadden overigens niet altijd een verband met een officiële triomftocht – deze werden namelijk maar zelden en alleen onder speciale condities toegestaan door de senaat. Zo lezen we bij Livius (XXXIII, 27) dat Lucius Stertinius in 196 v.Chr. na een overwinning in Spanje geen verzoek om een triomftocht indiende bij de senaat, maar twee bogen (fornices) oprichtte op het Forum Boarium vóór de tempels van Fortuna en Mater Matuta en één in de Circus Maximus. Vooral echter in de keizertijd werden triomfbogen opgericht. Het lijkt alleszins waarschijnlijk dat het idee om de vorm van een boog te gebruiken is afgeleid van de porta triumphalis.

## Triomfbogen en erebogen

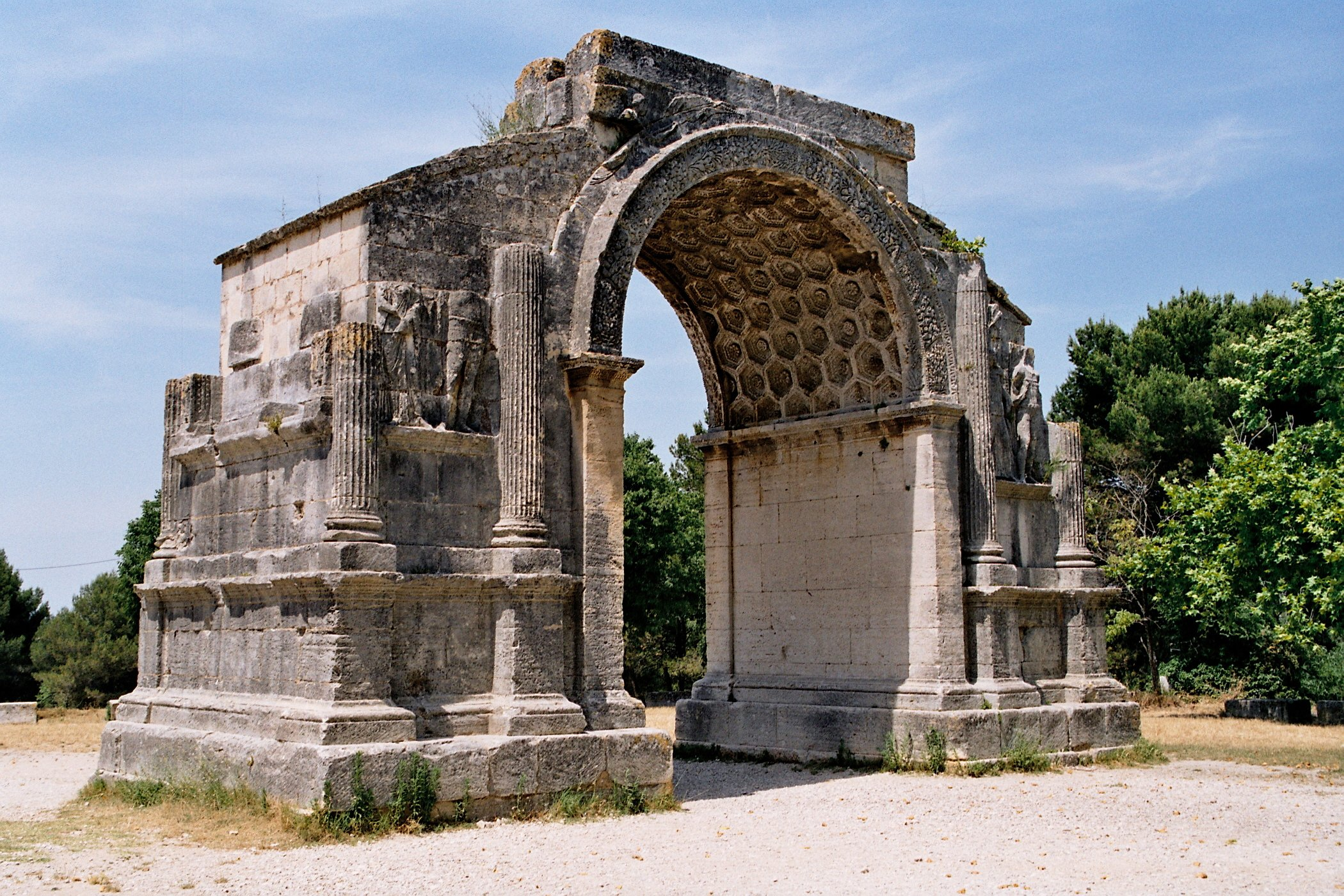
'Triomfboog' in het Romeinse Glanum, nabij Saint-Rémy-de-Provence

Het gebruik om bogen op te richten greep vrij wijd om zich heen. Triomfbogen werden niet alleen in Rome opgericht. In de Provence werden in de tijd van Augustus in Glanum (bij Saint-Rémy-de-Provence), Carpentras en Orange (het Romeinse Arausio) bogen opgericht die misschien de overwinning van Gallië door Julius Caesar moesten herdenken, maar vooral de suprematie van de Romeinen in de nieuw gestichte coloniae moesten benadrukken. Dit wordt tot uitdrukking gebracht door de reliëfs op de bogen die o.a. in de boeien geslagen Galliërs laten zien. Ook werden niet alle bogen opgericht om een overwinning te herdenken. Zo is de beroemde Boog van Trajanus in Beneventum opgericht ter herinnering aan het feit dat de Via Traiana tussen Brundisium en Beneventum was voltooid. Zeker in zo’n geval kan men niet spreken van een triomfboog, maar is de benaming ‘ereboog’ veel meer op zijn plaats. In vele provinciesteden werden bogen opgericht ter ere van keizers. Daarbij ging het de oprichter erom zichzelf als weldoener van zijn stad voor het voetlicht te brengen. In de keizertijd mochten bogen alleen worden opgericht voor keizers, net zoals het houden van triomftochten in principe aan hen was voorbehouden.

## Functie
Een triomfboog was niet een boog waar een triomferende veldheer tijdens zijn triomftocht onderdoor kwam, maar een permanente herinnering aan een triumphus of – als er geen officiële triomftocht was geweest – in ieder geval aan een overwinning. De triomfboog had met andere woorden vooral een propagandistische functie. We zien dan ook dat door het hele rijk triomfbogen (of liever gezegd erebogen) ter ere van de keizers verrijzen. In de Noord-Afrikaanse steden Timgad en Leptis Magna bijvoorbeeld staan bogen ter ere van (waarschijnlijk) Trajanus en Septimius Severus.

## Uiterlijk

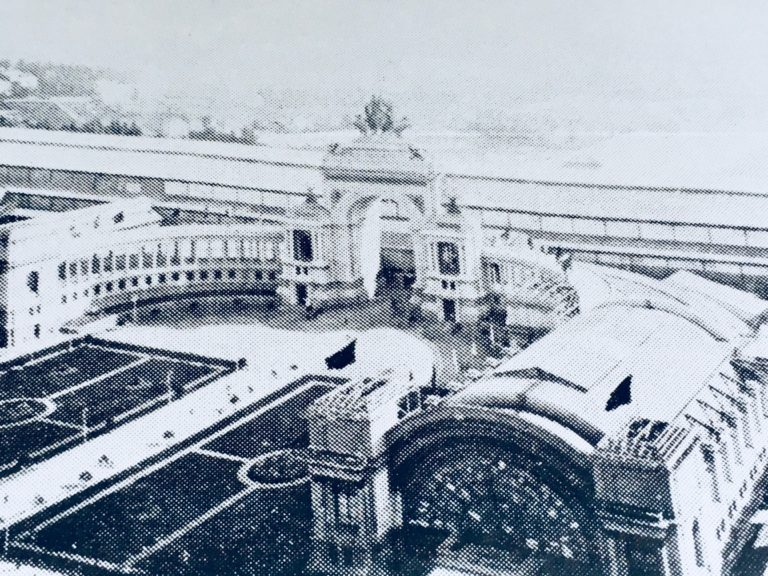
in 1875 gebouwde enkele triomfboog gemaakt van hout en gips voor het Jubelpark en de Internationale Expositie van Brussel in 1897 gemaakt door de Belgische architect Gédéon Bordiau in opdracht van koning Leopold II der Belgen.

Een triomfboog had doorgaans één onderdoorgang, of soms één grote die geflankeerd werd door twee kleinere. Op een fries boven de onderdoorgang(en) was een inscriptie aangebracht waarin stond voor wie de boog was opgericht en bij welke gelegenheid. Boven op een triomfboog die echt ter gelegenheid van een triomftocht was opgericht, stond een bronzen vierspan (quadriga) met de triomfator als wagenmenner die bekranst wordt door de godin van de overwinning, Victoria. De boog was verder versierd met beeldhouwwerk en reliëfs die de roemrijke daden van degene voor wie de boog was opgericht, lieten zien, of die herinnerden aan de triomftocht. De bogen waren gebouwd van steen, vaak bedekt met marmer. De letters van de inscriptie waren doorgaans in brons aangebracht. De bogen stonden soms op een verhoging, soms stonden ze op straatniveau. De grootste triomfboog van Rome, die van Constantijn, is ca. 25 m hoog.

## Plaatsing

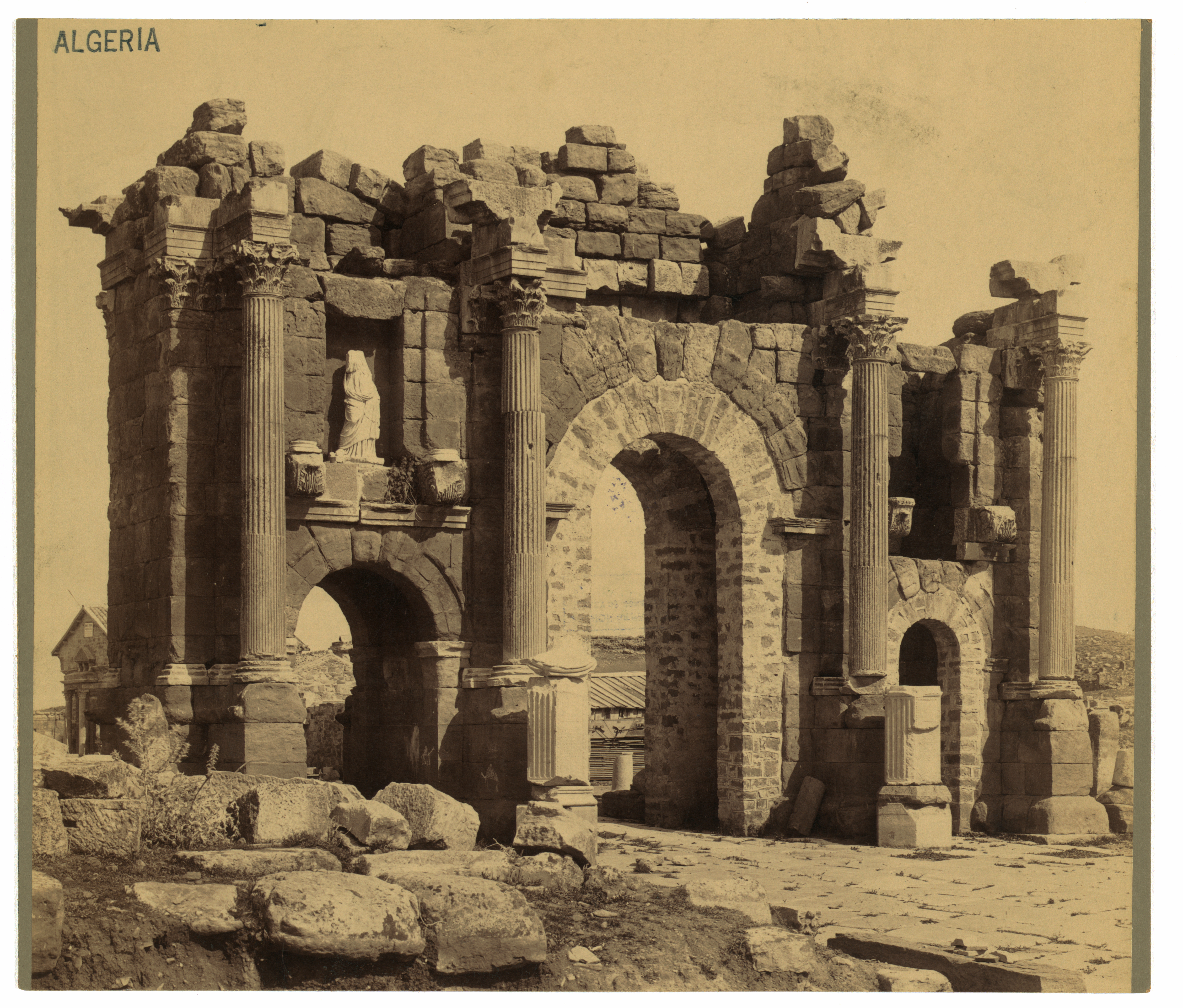
De boog van Trajanus in Timgad (Algerije). Foto van het einde van de 19de eeuw.

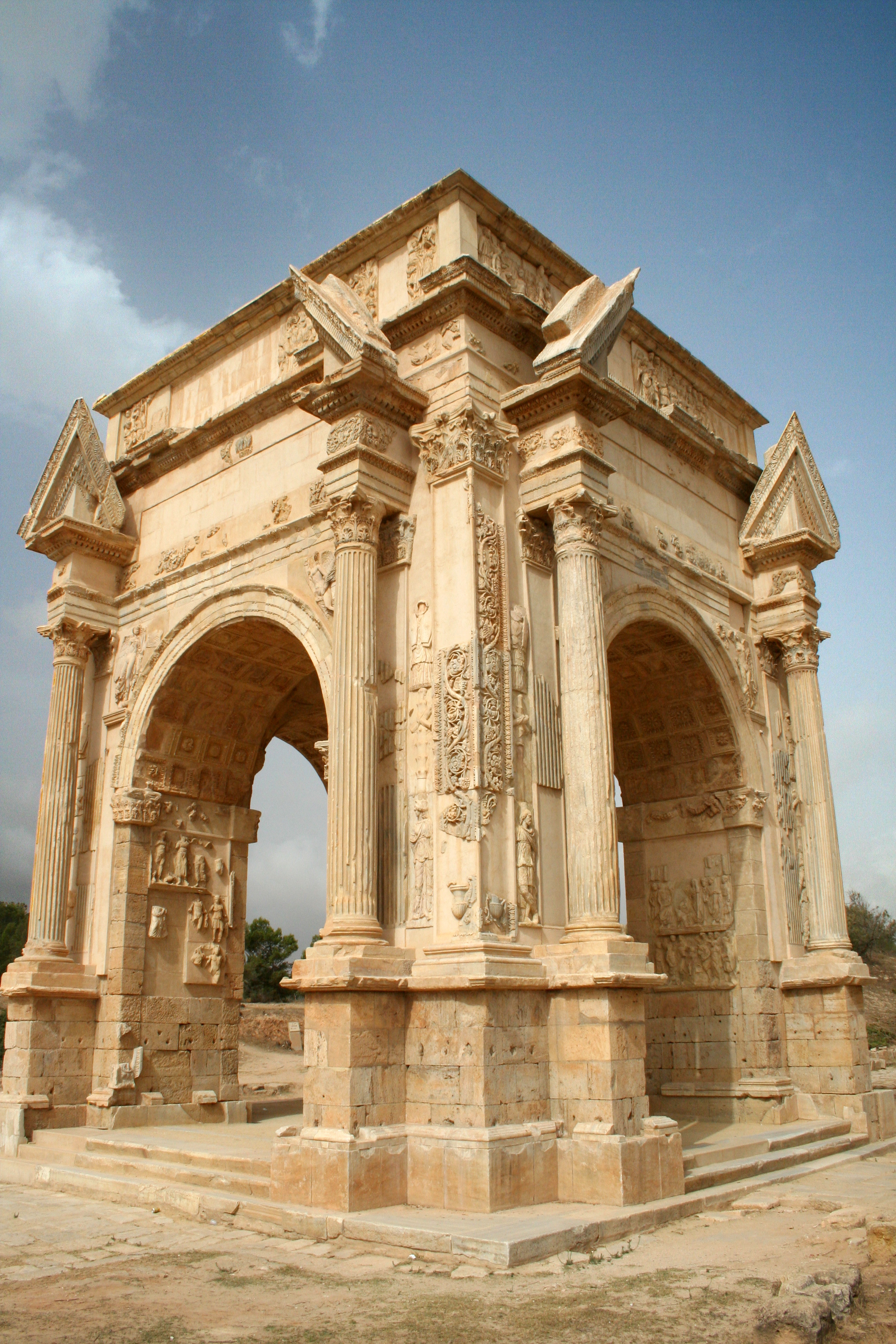
Tetrapylon (boog met vier doorgangen) ter ere van Septimius Severus in Leptis Magna

Vaak werden de bogen zodanig geplaatst dat je er wel onderdoor moest, zelfs als dat de doorstroom van het verkeer belemmerd moet hebben. Zo is de boog in Timgad neergezet op de plek waar zich aanvankelijk de westelijke stadspoort bevond. Ook in Antalya (Turkije) werd een boog van Hadrianus op de plaats gezet van een stadspoort. In Pompeï staat aan het begin van de Via di Mercurio een boog ter ere van Caligula over de weg. Wagens moesten eronderdoor, terwijl aan weerszijden van de boog trottoirs voor voetgangers waren. Ook Rome kent een duidelijk voorbeeld van een boog waar men niet omheen kon: de boog van Trajanus, die de ingang vormde van het Forum van Trajanus.
Het kwam ook voor dat bogen zodanig werden geplaatst dat men er niet zomaar onderdoor kon. In Rome stonden de bogen van Tiberius en Septimius Severus op een verhoging van enkele traptreden. In Leptis Magna staat de boog van Septimius Severus, een boog met vier doorgangen (een tetrapylon), op het centrale kruispunt, op een verhoging van een aantal treden. Het was duidelijk de bedoeling dat men eromheen ging.

## De triomfbogen van Rome

### Niet meer bestaande bogen
De allereerste boog die naast of op het Forum Romanum is gebouwd, was de fornix Fabianus oftewel de fornix Fabiorum. Deze werd in 121 v.Chr. gebouwd voor Q. Fabius Allobrogicus ter ere van zijn zege op de Allobroges. De Sacra via, het pad van de Velia naar de tempel van Vesta, liep precies onder deze boog door. Hij heeft waarschijnlijk lang bestaan, want uit een inscriptie is bekend geworden dat Fabius’ kleinzoon de boog in 57 v.Chr. nog heeft gerestaureerd. Van de oudste bogen op het Forum Romanum maakt ook de boog van Augustus deel uit, waarvan de fundamenten bewaard zijn gebleven. Deze werd in 29 v.Chr. opgericht aan de zuidkant van de tempel van Divus Julius, waarschijnlijk ter ere van de zege in de zeeslag bij Actium. De boog staat midden op de as van de weg, ingeklemd tussen de tempel van Divus Julius en het podium van de tempel van Castor en Pollux.
Een stukje verder naar het westen langs dezelfde weg, op de noordelijke hoek van de Basilica Julia, stond de boog van Tiberius. Deze werd in 16 n.Chr. opgericht door Tiberius, naar aanleiding van het feit dat Germanicus onder zijn auspiciën de veldtekenen die in de slag met Varus verloren waren, had terugveroverd van de Germanen. Rondom deze boog was meer ruimte en bovendien stond hij op een hoogte van enkele treden boven het niveau van het Forum. Tacitus schrijft (in Annales II, 41) dat Tiberius aan het eind van het jaar 16 n.Chr. de boog liet wijden, en dat Germanicus op 26 mei van het volgende jaar een triomftocht hield. Tiberius zal dus zelf onder de boog door gereden hebben, als men tenminste een voorziening had getroffen zodat de wagen over de treden heen onder de boog door kon rijden.
Verderop in de stad stond de Boog van Portugal langs de Via Lata op de Campus Martius. De oorsprong van deze boog is niet bekend maar zeer waarschijnlijk stamde hij uit de tweede eeuw. Op de boog stond onder andere keizer Hadrianus afgebeeld, maar dit reliëf kan van een ouder gebouw geweest zijn. Nadat in de elfde eeuw de boog al ernstig geschonden was, werd deze in 1662 geheel gesloopt. De Via Lata was inmiddels veranderd in Via del Corso en was een van de belangrijkste en drukste wegen van de stad Rome, waarvoor de oude triomfboog een groot obstakel was. De reliëfs zijn bewaard gebleven in de Musei Capitolini.
Een andere triomfboog stond bij de Pons Aelius, ook wel de huidige Engelenbrug. Maar nadat in het jaar 1450 een heel grote massa pelgrims over deze brug moest om bij de Sint-Pieter en het Sint-Pietersplein te komen ontstond er paniek en veel pelgrims kwamen om het leven in de mensenmassa doordat ze in de Tiber vielen. Hierop werd de boog afgebroken om een toegankelijkere doorgang voor het verkeer te krijgen.

### Nog bestaande bogen
In Rome staan er nu nog drie monumentale triomfbogen op of vlak bij het Forum Romanum overeind. De oudste en kleinste is de Titusboog. Op de boog zijn reliëfs aangebracht die de triomftocht van Titus in 71 na Chr. laten zien. Maar de boog werd pas opgericht door Titus’ opvolger en broer Domitianus (keizer 81-96 n.Chr.) en mogelijk pas onder diens opvolger Nerva (96-98 n.C.) gewijd. De Titusboog werd opgericht in summa Sacra via (‘op het hoogste punt van de Sacra via’), zoals geschreven staat op een inscriptie bij een afbeelding van de boog op een van de reliëfs uit het graf van de Haterii. Nadat hij was opgericht liep de weg eronderdoor. Anders zit het met de boog van Septimius Severus, die op het eigenlijke Forum werd opgericht. De boog werd niet opgericht ter ere van een overwinning of ter herinnering aan een triomftocht, maar vanwege het tienjarig ambtsjubileum van de keizer in 203 n.C. Dit is dus eerder een ereboog dan een triomfboog. Hij stond op een verhoging van traptreden. In de Oudheid liep er dan ook geen weg onderdoor; in de Middeleeuwen, toen het maaiveld veel hoger lag, wél. De Boog van Constantijn ten slotte werd opgericht ter ere van Constantijns overwinning op Maxentius bij de Milvische Brug in 312. Uit recent onderzoek blijkt dat men in dit geval waarschijnlijk een bestaande boog van Hadrianus heeft opgekalefaterd en van een nieuwe bovenbouw heeft voorzien. Deze boog stond naast de weg die officieus de naam Via triumphalis droeg en van het Colosseum naar het Septizonium liep.
Iets verder van het Forum Romanum verwijderd zijn nog andere bogen ter ere van keizers bewaard gebleven. Vlak bij het Forum Boarium staat de zogenaamde Boog van Janus. Dit is een boog die door keizer Constantius II in de 4e eeuw is opgericht ter ere van zijn vader Constantijn de Grote. De naam was oorspronkelijk Arcus divi Constantini. De Boog van Gallienus werd in de 3e eeuw opgericht ter ere van keizer Gallienus en zijn vrouw op de plaats van een poort in de oude Muur van Servius Tullius. Deze boog had oorspronkelijk drie doorgangen, waarvan alleen de middelste is bewaard.

## Triomfbogen na de Romeinse tijd

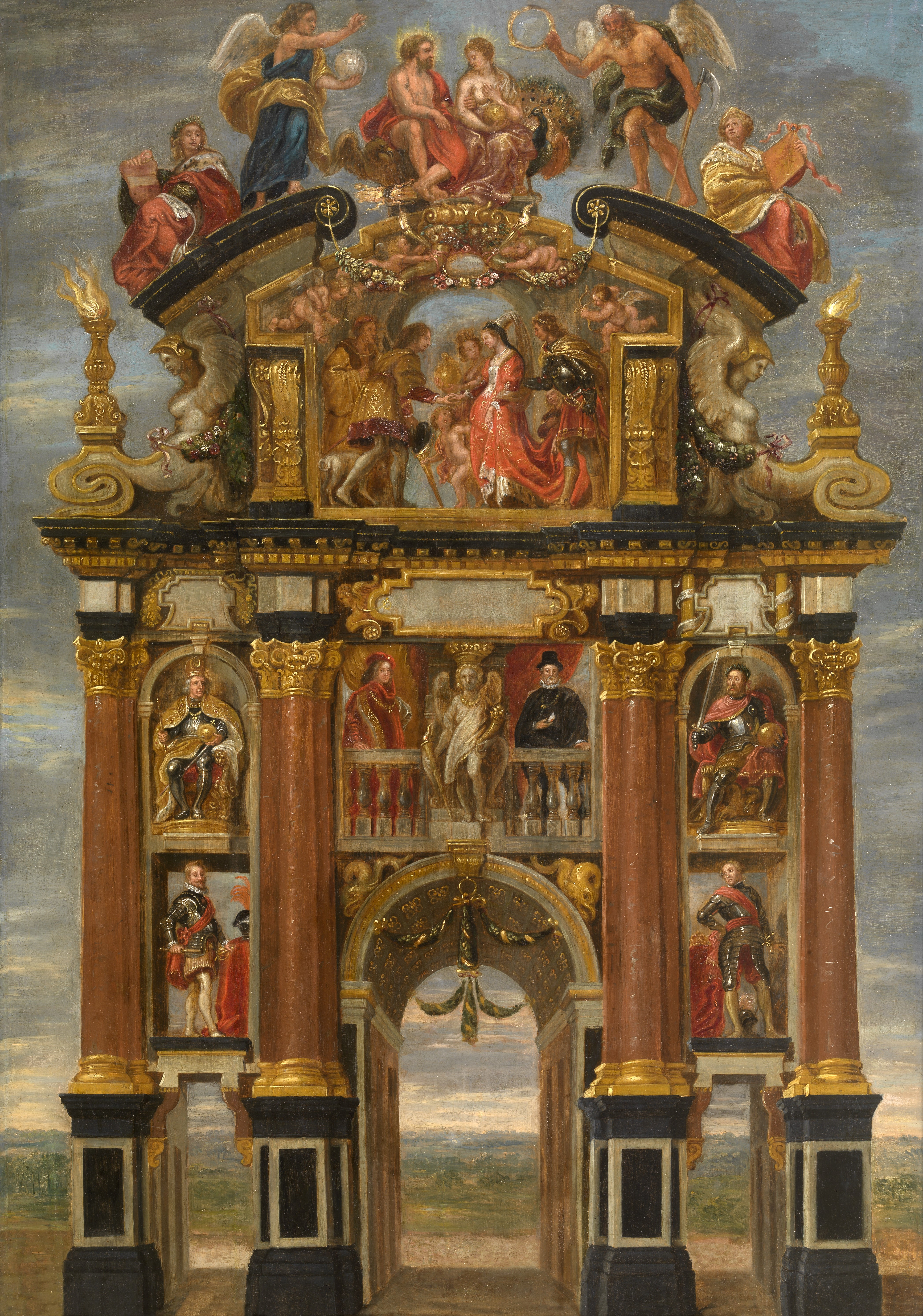
Triomfboog ter ere van de "Pompa Introitus Ferdinandi"

In met name de 16e en 17e eeuw vormde de Romeinse triomfboog een inspiratiebron voor de 'ere-' of 'eerpoorten' die werden opgericht ter gelegenheid van een blijde inkomst. Deze poorten (in het Latijn 'arcus triumphalis' genoemd) zijn bekend door afbeeldingen en beschrijvingen in boeken die wel als weerslag van zulke blijde inkomsten werden uitgegeven. Een voorbeeld is de Beschryving der eerpoorten, in s'Graavenhaage opgerecht tegen d'overkomst van William den III uit 1691.

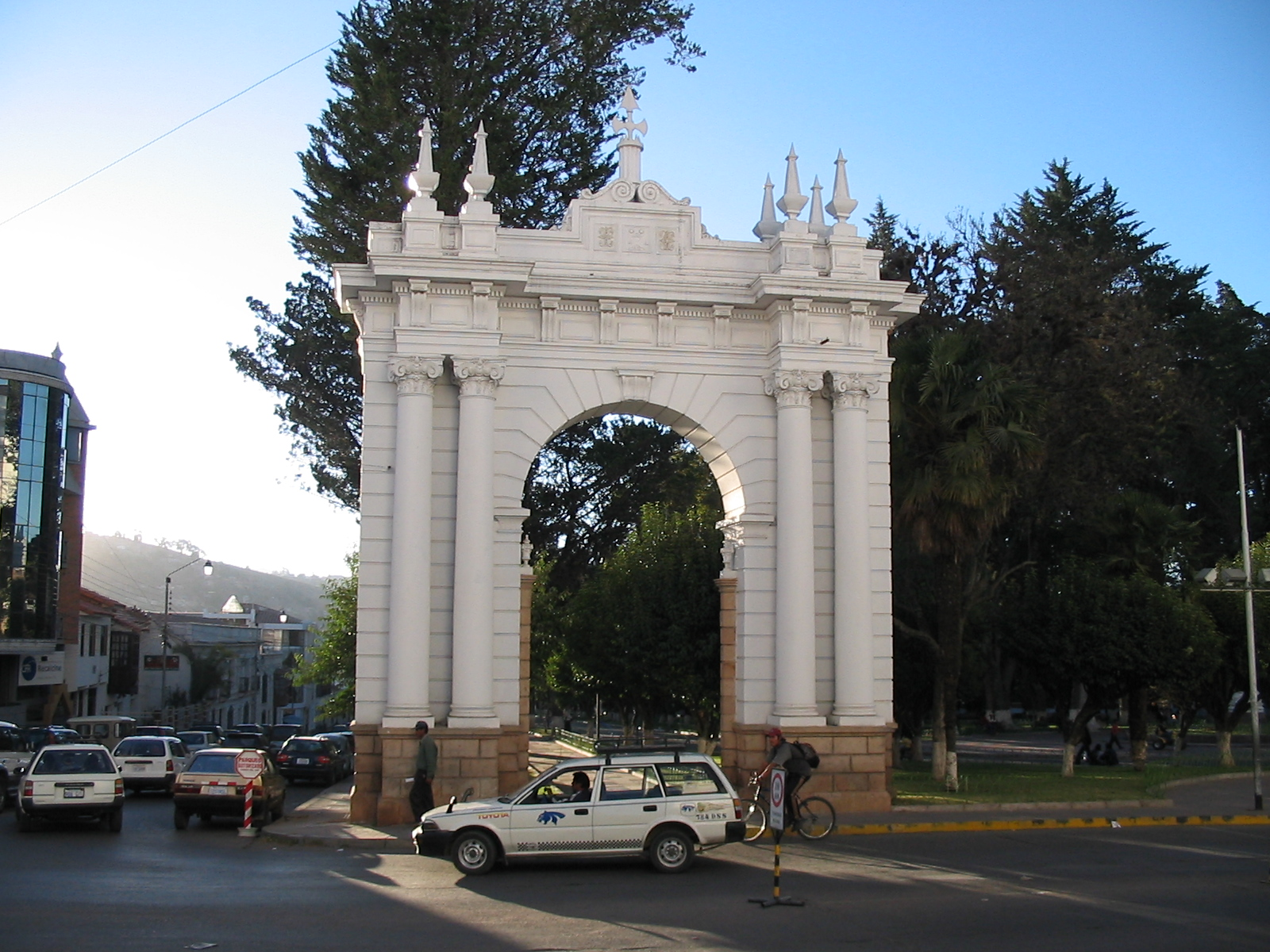
Triomfboog voor Parque Bolívar (Sucre, Bolivia)

De triomfbogen uit de Romeinse tijd vormden de inspiratiebron voor triomfbogen in vele Europese steden. In de 17e eeuw werden in Parijs de Porte Saint-Denis (1672) en de Porte Saint-Martin (1674) neergezet. Voorbeelden uit de 18e eeuw zijn de Arco di trionfo op de Piazza della Libertà in Florence uit 1737, de Porta Garibaldi in Catania uit 1768 en de Brandenburger Tor in Berlijn uit 1788. De beroemdste navolger is de Arc de Triomphe in Parijs, waarvoor Napoleon in 1806 opdracht gaf. In Parijs staan ook de Arc de Triomphe du Carrousel, die ook wel bekend is onder de naam ‘Petit Arc’, en de twintigste-eeuwse Grande Arche. Enkele andere voorbeelden: De triomfboog in het Jubelpark van Brussel, De Tokfej in Boedapest, de Marble Arch en de Wellington Arch in Londen, de Arc del Triomf in Barcelona, de beide triomfbogen van Novotsjerkassk en 'De Ark' (2006), een verkleinde replica van een triomfboog in Nijmegen.
Ook buiten Europa komen triomfbogen voor, bijvoorbeeld de triomfboog van George Washington op Washington Square in New York aan het begin van Fifth Avenue, de Patuxai, een triomfboog in Vientiane (geïnspireerd door de Arc de Triomphe in Parijs) of de triomfboog in de Boliviaanse hoofdstad Sucre die hiernaast is afgebeeld.